# Liste der Monuments historiques in Montagny-lès-Beaune
Die Liste der Monuments historiques in Montagny-lès-Beaune führt die Monuments historiques in der französischen Gemeinde Montagny-lès-Beaune auf.

## Liste der Objekte
| Bezeichnung                                      | Beschreibung                                                                                    | Standort                                   | Kennzeichnung | Schutzstatus | Datum | Bild |
| ------------------------------------------------ | ----------------------------------------------------------------------------------------------- | ------------------------------------------ | ------------- | ------------ | ----- | ---- |
| Skulptur Madonna mit Kind                        | Kalkstein, farbig gefasst, 15. Jahrhundert                                                      | in der Kirche St-Isidore-de-Séville (Lage) | PM21001535    | Classé       | 1914  |      |
| Inschriftenstein                                 | Kalkstein, bezeichnet 1469                                                                      | in der Kirche St-Isidore-de-Séville (Lage) | PM21001536    | Classé       | 1914  |      |
| Retabel und Skulptur Heiliger Isidor von Sevilla | Kalkstein, Stuck, farbig gefasst, 18. Jahrhundert; vom ehemaligen Hauptaltar                    | in der Kirche St-Isidore-de-Séville (Lage) | PM21002611    | Classé       | 1989  |      |
| Petersaltar                                      | Seitenaltar; Altarnische und Skulptur Petrus; Kalkstein, Stuck, farbig gefasst, 18. Jahrhundert | in der Kirche St-Isidore-de-Séville (Lage) | PM21002612    | Classé       | 1989  |      |
| Skulptur Heilige Katharina                       | Holz, farbig gefasst, 17. Jahrhundert                                                           | in der Kirche St-Isidore-de-Séville (Lage) | PM21003746    | Inscrit      | 1981  |      |
| Skulptur eines Apostels                          | Holz, vergoldet, 18. Jahrhundert                                                                | in der Kirche St-Isidore-de-Séville (Lage) | PM21003747    | Inscrit      | 1981  |      |
| Skulptur Heiliger Vinzenz                        | Holz, vergoldet, 18. Jahrhundert                                                                | in der Kirche St-Isidore-de-Séville (Lage) | PM21003748    | Inscrit      | 1981  |      |